# Canadian Political Science Association
Die Canadian Political Science Association (CPSA), französisch: Association canadienne de science politique (ACSP) ist die bilinguale Fachvereinigung kanadischer Politikwissenschaftler mit Sitz in Ottawa. Die Vereinigung besteht seit 1912, ihr erster Präsident war 1913/14 Adam Shortt. Amtierende Präsidentin (2023/24) ist Genevieve Fuji Johnson (Simon Fraser University).
CPSA/ACSP veranstalten Jahreskonferenzen und vergeben mehrere Preise für wissenschaftliche Leistungen. Gemeinsam mit der Société québécoise de science politique (SQSP) gibt die CPSA das zweisprachige Canadian Journal of Political Science (CJPS) heraus.

## Frühere Präsidenten
Seit 1968 amtierten folgenden Personen als Präsidenten der CPSA/ACSP:
- 2022–2023 André Lecours[6]
- 2021–2022 Cheryl Collier
- 2020–2021 Joanna Everitt
- 2019–2020 Barbara Arneil
- 2018–2019 François Rocher
- 2017–2018 Janet Hiebert
- 2016–2017 Yasmeen Abu-Laban
- 2015–2016 William Cross
- 2014–2015 Jill Vickers
- 2013–2014 Alain Noël
- 2012–2013 Michael M. Atkinson
- 2011–2012 Reeta Chowdhari Tremblay
- 2010–2011 Graham White
- 2009–2010 Keith G. Banting
- 2008–2009 Miriam Smith
- 2007–2008 Richard Johnston
- 2006–2007 Elisabeth Gidengil
- 2005–2006 Kim Richard Nossal
- 2004–2005 André Blais
- 2003–2004 Robert Young
- 2002–2003 Grace Skogstad
- 2001–2002 R. Kenneth Carty
- 2000–2001 Kenneth McRoberts
- 1999–2000 Roger Gibbins
- 1998–1999 Donald J. Savoie
- 1997–1998 Tom Pocklington
- 1996–1997 Jane Jenson
- 1995–1996 Peter Aucoin
- 1994–1995 David E. Smith
- 1993–1994 Sylvia Bashevkin
- 1992–1993 V. Seymour Wilson
- 1991–1992 Vincent Lemieux
- 1990–1991 Peter H. Russell
- 1989–1990 André-J. Bélanger
- 1988–1989 David J. Elkins
- 1987–1988 John C. Courtney
- 1986–1987 O.P. Dwivedi
- 1985–1986 Frederick C. Engelmann
- 1984–1985 Kalevi Holsti
- 1983–1984 Caroline Andrew
- 1982–1983 Edwin R. Black
- 1981–1982 Denis Stairs
- 1980–1981 Walter D. Young
- 1979–1980 Paul W. Fox
- 1978–1979 Kenneth D. McRae
- 1977–1978 Hugh Thorburn
- 1976–1977 Alan C. Cairns
- 1975–1976 Donald C. Rowat
- 1974–1975 Léon Dion
- 1973–1974 John Meisel
- 1972–1973 Jean Laponce
- 1971–1972 J.E. Hodgetts
- 1970–1971 Gilles Lalande
- 1969–1970 Douglas V. Verney
- 1968–1969 Donald Smiley.